# Selmun Palace
Selmun Palace (malt. Il-Palazz ta' Selmun), znany też jako Selmun Tower – pałac na półwyspie Selmun (Selmun Peninsula) w Mellieħa na Malcie. Zbudowany w XVIII wieku przez Monte della Redenzione degli Schiavi, jego budowa opłacona została przez Monte di Pietà.
Obok pałacu funkcjonował do roku 2011 hotel.

## Historia

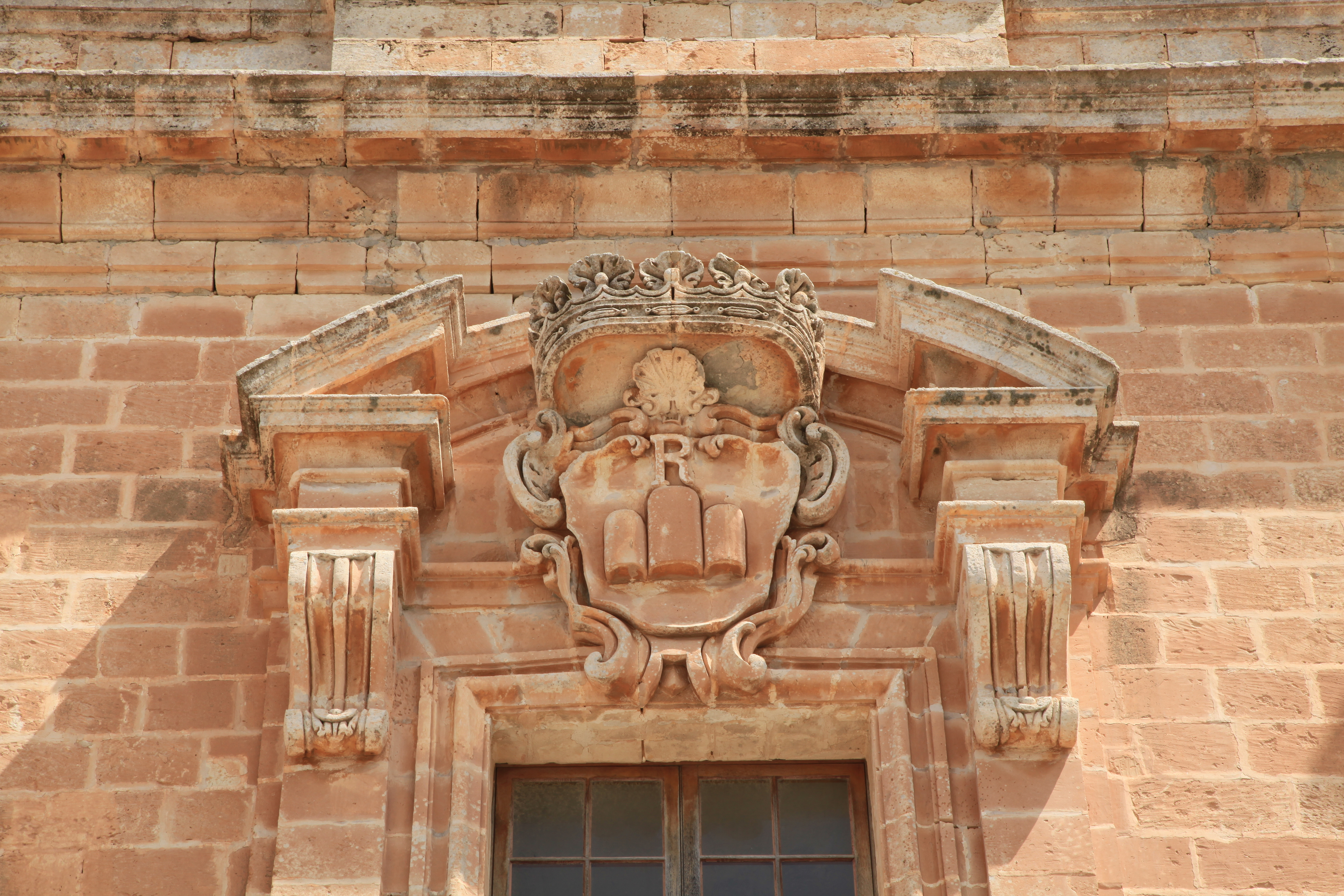
Herb Monte della Redenzione degli Schiavi na pałacowej fasadzie

Selmun Palace zbudowany został przez Monte della Redenzione degli Schiavi, instytucję charytatywną, założoną w roku 1607 za czasów Wielkiego Mistrza Alofa de Wignacourt, aby finansować wykupywanie chrześcijańskich niewolników z rąk Turków Osmańskich i piratów berberyjskich. Pałac stoi na miejscu, gdzie przed przybyciem Rycerzy św. Jana znajdował się brzegowy posterunek obserwacyjny. Teren ten był częścią dużej posiadłości, w skład której wchodziła też Mistra Gate. Posiadłość ta została przekazana, mocą zapisu testamentowego, Monte di Redenzione przez szlachciankę Caterinę Vitale w roku 1619. Pałac był wynajęty rycerzom Zakonu św. Jana na miejsce odpoczynku i polowań na dzikie króliki, które były powszechne na tym terenie.
Sam pałac zbudowano w XVIII wieku, jednak dokładna data nie jest znana. Najwcześniejsza wzmianka o budynku jest na mapie z roku 1783, gdzie opisany jest jako Torre Nuova (nowa wieża). Architekt budynku nie jest znany, choć czasem jego projekt przypisywany jest Domenico Cachia.
Podczas maltańskiego powstania przeciwko Francuzom Brytyjczycy wykorzystywali wieżę jako pierwszy na Malcie szpital dla marynarzy.
W latach 1840. na pałacu zainstalowana została stacja telegrafu optycznego. 
Budynek został wpisany na Antiquities List of 1925.

### Hotel

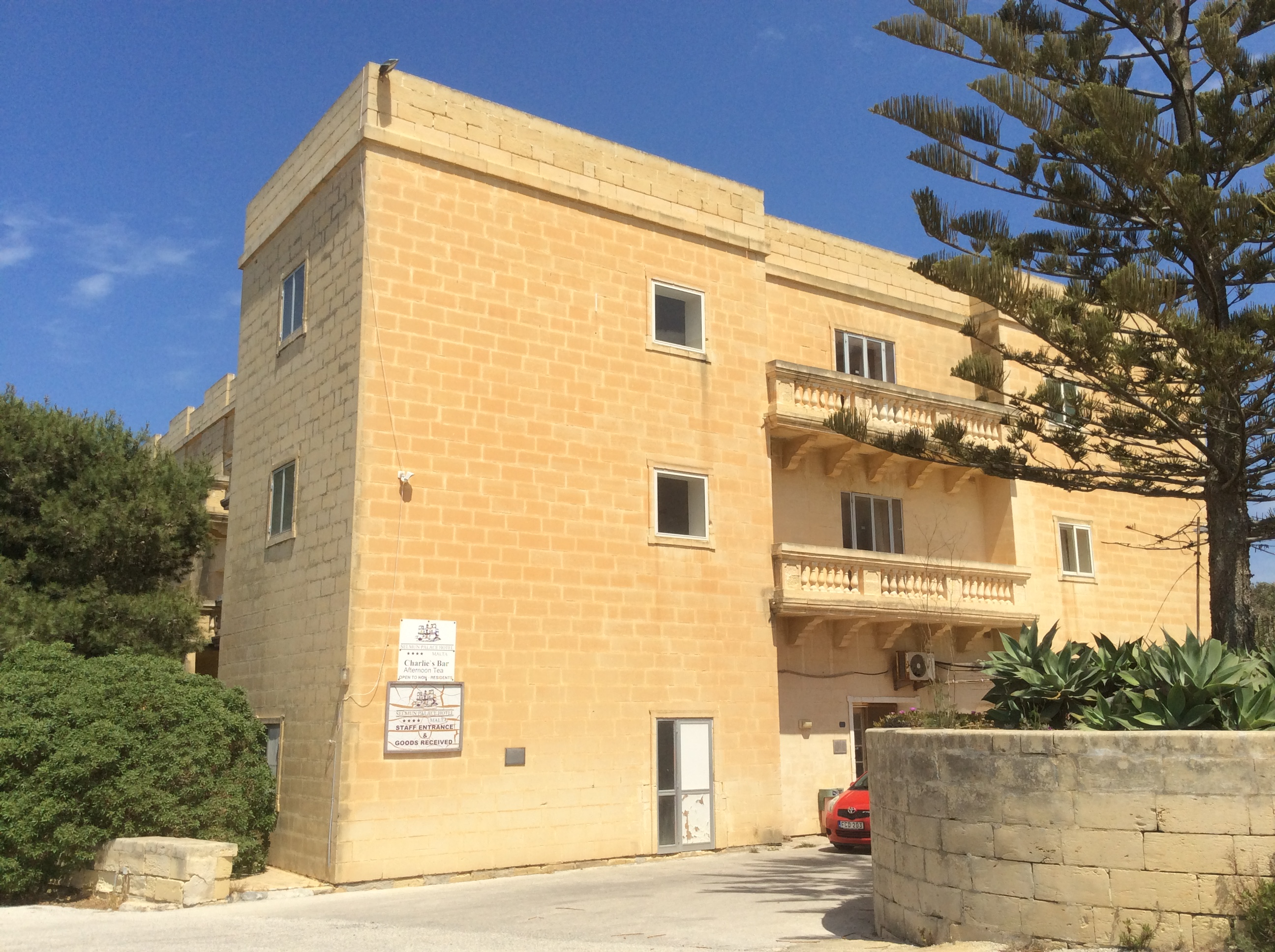
Selmun Palace Hotel

Hotel Selmun Palace Hotel wybudowany został w pobliżu pałacu, jego właścicielem była firma Selmun Palace Hotel Company Ltd, podlegająca Air Malta. Niektóre apartamenty były częścią pałacu, który również był wykorzystywany na przyjęcia weselne.
Hotel został zamknięty w styczniu 2011 roku jako część strategii restrukturyzacji, zakładającej skoncentrowanie się Air Malta wyłącznie na przemyśle lotniczym i rezygnacji z innych rodzajów działalności. Istniały plany sprzedaży hotelu rządowi, jak również rozpatrywano opcję budowy nowego skrzydła hotelu.
Selmun Palace został zaliczony 10 stycznia 2012 roku przez Malta Environment and Planning Authority (MEPA) do zabytków narodowych klasy 1. Budowla potrzebuje odnowienia.

## Architektura pałacu

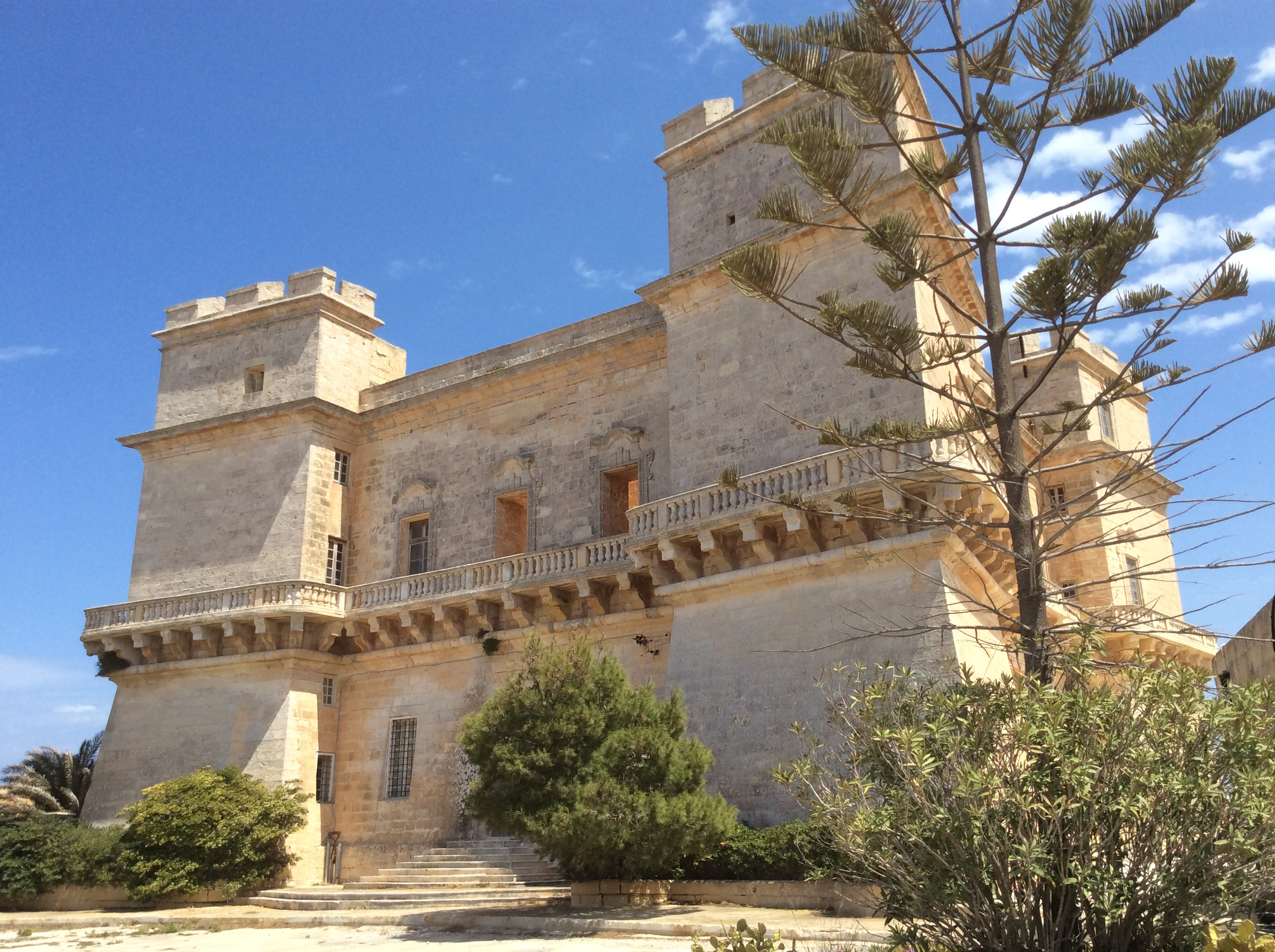
Selmun Palace – widok z boku

Selmun Palace jest przykładem architektury barokowej. Zbudowany został na planie kwadratu, z czterema pseudobastionami, po jednym na każdym rogu. Jego projekt inspirowany był przez Verdala Palace oraz wieże Wignacourta. Bastiony te, jak również fałszywe ambrazury zbudowane zostały głównie w celach estetycznych, a budowla nigdy nie była przewidziana do celów militarnych. Mimo tego, odstraszała korsarzy szukających potencjalnego miejsca do lądowania, gdyż z morza wyglądała jak posterunek wojskowy. W fasadzie frontowej znajdują się trzy wejścia, z głównym obramowanym dekoracyjnym portalem. Ozdobne okno na wyższym poziomie oraz dzwonnica parawanowa na dachu wieńczą główną bramę. Cały budynek otacza balkon.
Wewnątrz pałacu znajdowała się kaplica pod wezwaniem Matki Bożej Wykupienia (Our Lady of Ransom). W latach 1980. na zewnątrz pałacu wybudowano nową kaplicę pod tym samym wezwaniem.